# St. Galler Globus (Replika)

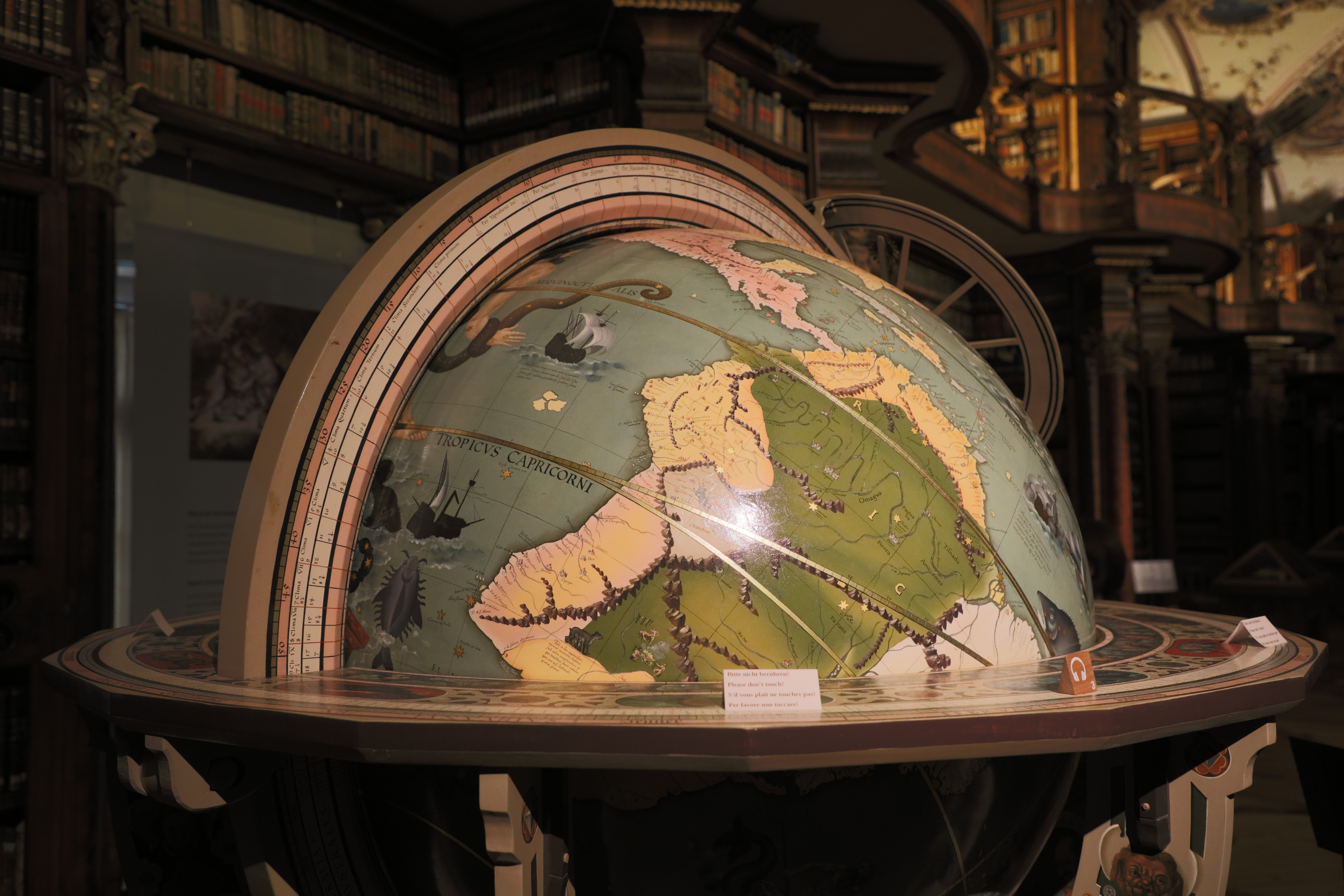
Die Replika des St. Galler Globus (2023)

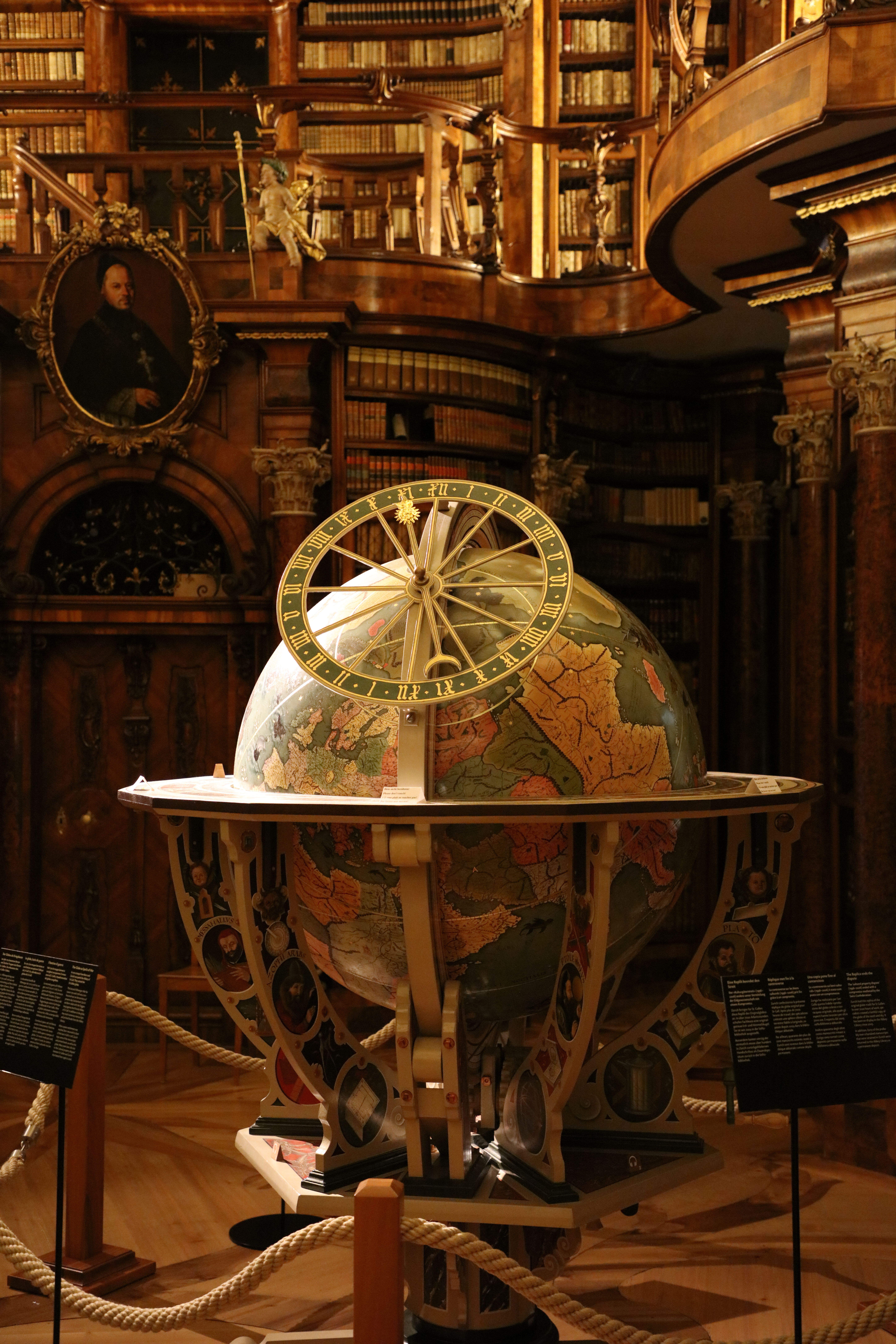
Der voll funktionsfähige Globus als Replika in der Stiftsbibliothek

Der St. Galler Globus aus der zweiten Hälfte des 16. Jahrhunderts gehört zu den wichtigsten kulturhistorischen Objekten der Schweiz. Das Original des Globus befindet sich im Landesmuseum in Zürich. Die Replika ist seit 2009 in der Stiftsbibliothek St. Gallen zu besichtigen. Seit 2022 gibt es auch eine Online-Version des berühmten Globus.

## Geschichte
Am 27. April 2006 einigten sich die Kantone Zürich und St. Gallen als Parteien und die Schweizerische Eidgenossenschaft als Vermittlerin abschliessend über die Beilegung des so genannten Kulturgüterstreits. In der entsprechenden Vereinbarung heisst es: «Ferner fertigt Zürich bis Ende 2007 auf eigene Kosten eine fachmännisch erstellte, originalgetreue Replik des der Stiftung Zentralbibliothek gehörenden, im Landesmuseum befindlichen Erd- und Himmelsglobus von Fürstabt Bernhard Müller an und schenkt diese St. Gallen. Das Schweizerische Landesmuseum stellt hierfür das Original zur Verfügung.» Dabei war zunächst unklar, ob das kostbare Original überhaupt untersucht werden könnte, ohne dabei Schaden zu erleiden.
Von Februar 2007 bis Mai 2009 wurde am Staatsarchiv des Kantons Zürich das Projekt Globus-Replik abgewickelt. Zunächst wurde das Original berührungsfrei untersucht und vermessen. Dann wurden die Metallteile hergestellt, daraufhin das Holzgerüst konstruiert. Auf dem Kugelgerippe wurden der Mantel aufgebaut und der Kreidegrund aufgebracht. Dann wurde gemalt, vergoldet und geschrieben – und schliesslich ein Firnis aufgetragen. Insgesamt wurden 7000 Stunden Arbeit und 861'000 Franken investiert.

## Beschreibung
Die Replika des Globus in der Stiftsbibliothek St. Gallen kann im Gegensatz zum Original im Landesmuseum als wissenschaftliches Instrument bedient, gedreht und gekippt werden, was dem Verständnis und der Inszenierung frühneuzeitlicher Wissenschaft dient. Der St. Galler Globus war ein Unikat, das heisst es gab nur ein einziges Exemplar. Er wies auch Konstruktionsmängel auf, die bei der Rekonstruktion nicht wiederholt, sondern behoben wurden: «Der wichtigste davon, die ungenügende Abstützung der Globuskugel, führte zur Blockierung jenes Mechanismus, mit dem der Neigungswinkel der Globuskugel ursprünglich verstellt werden konnte.» Insofern ist die Replika keine 1:1-Kopie. Aufgrund des 2016 wiederentdeckten Verkaufsprospekts des Globus rekonstruierte und ergänzte die Stiftsbibliothek 2019 den verlorenen Minutenzeiger und die Kurbel.

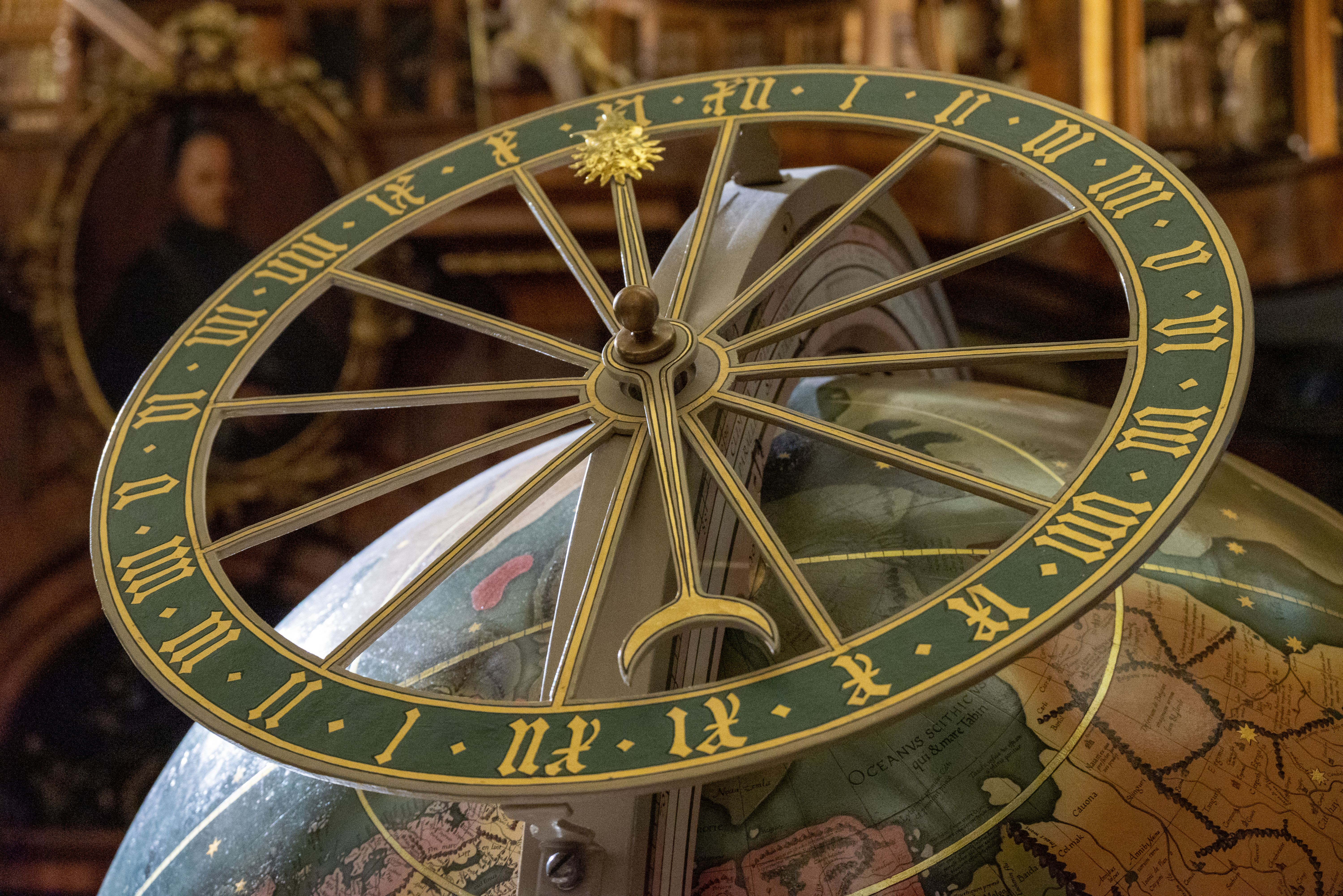
Detail Replika St. Galler Globus
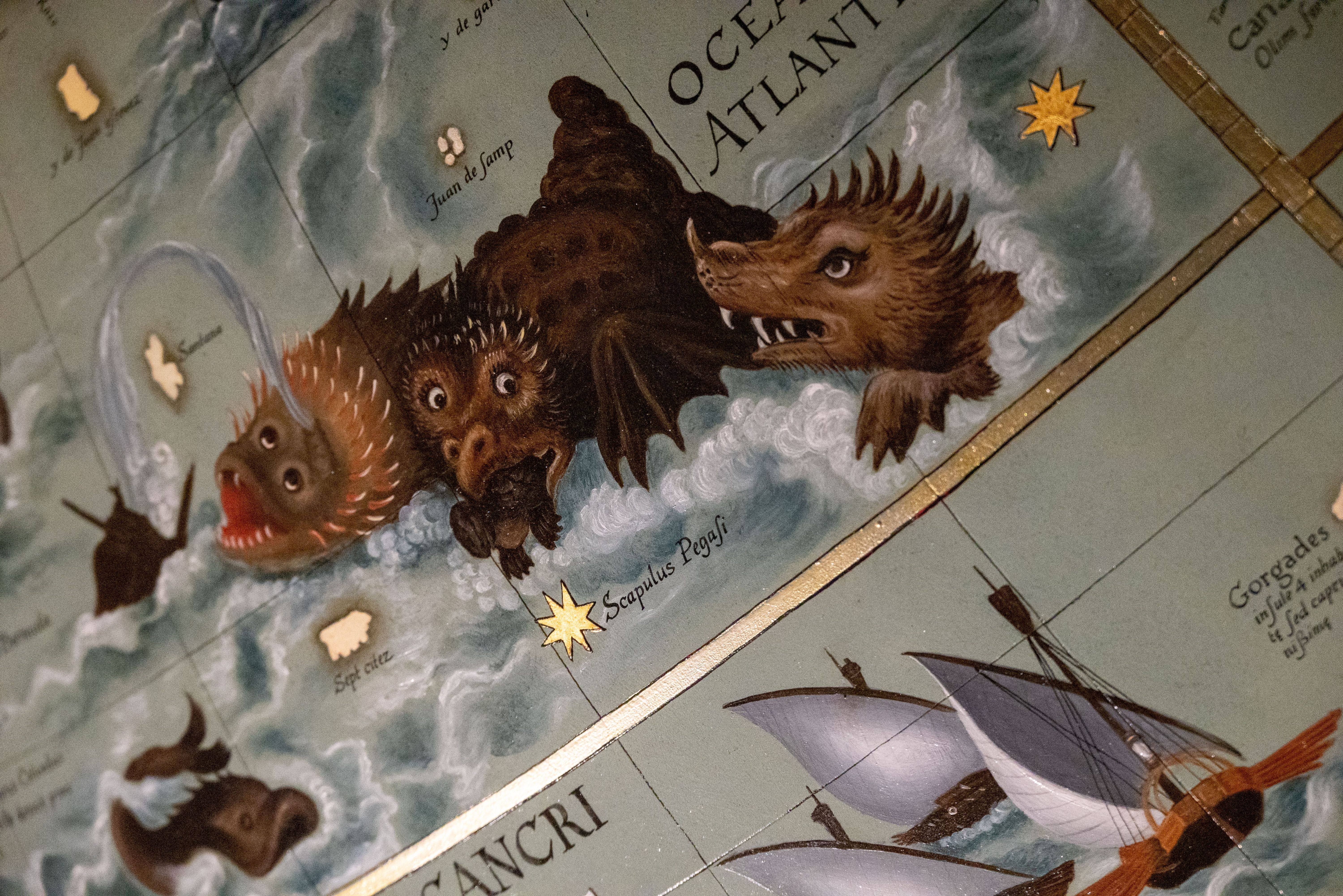
Fabelwesen aus dem Meer in den Landkarten der Replika des St. Galler Globus
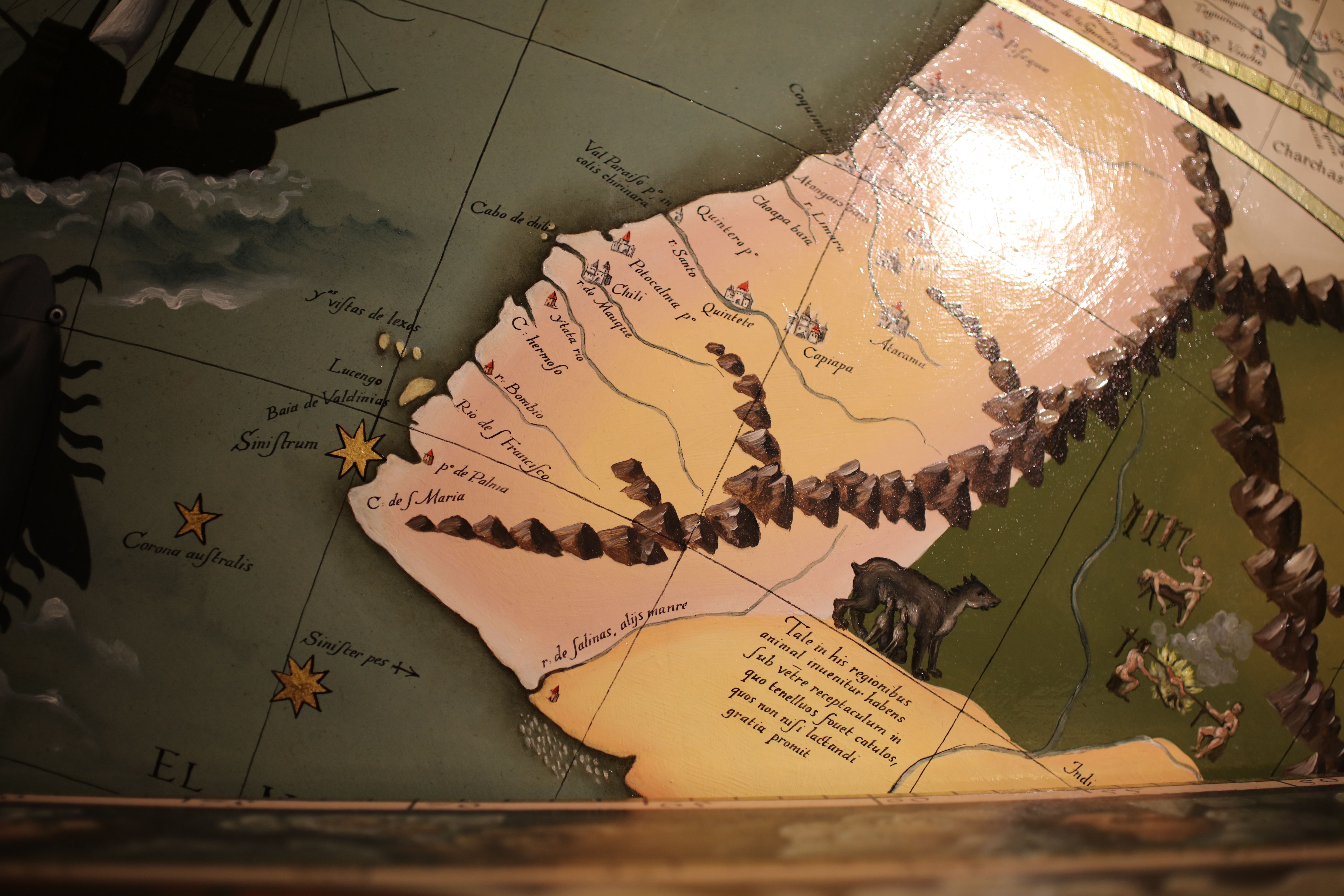
Auf dem Landkartenteil von Südamerika finden sich Kannibalen abgebildet
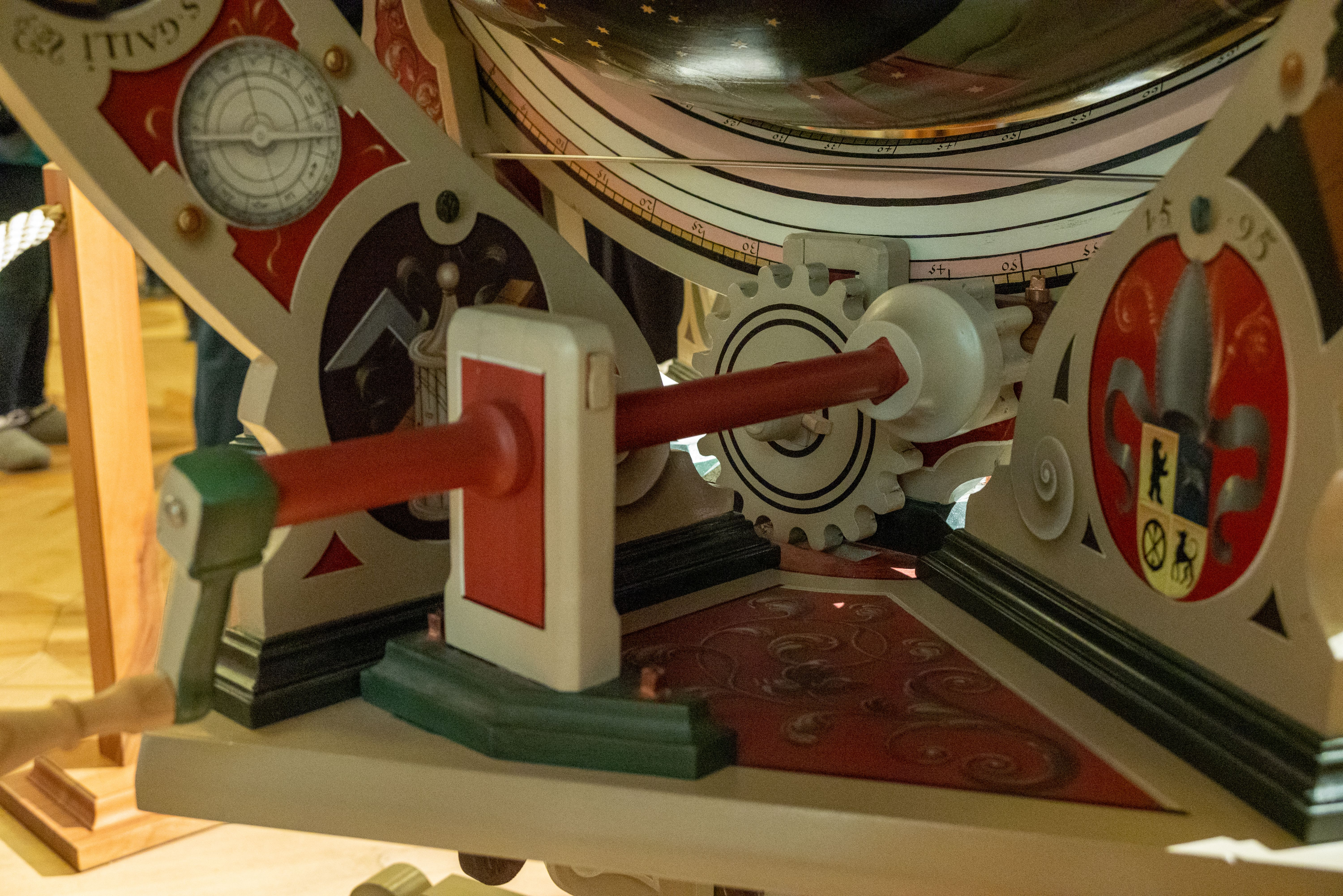
Detail der funktionsfähigen Mechanik der Replika des St. Galler Globus

## Online-Version
Die Online-Version des St. Galler Globus wurde von der Stiftsbibliothek St.Gallen, dem Landesmuseum Zürich und der Zentralbibliothek Zürich in Zusammenarbeit mit der Forschungsgruppe Knowledge Visualization der Zürcher Hochschule der Künste erstellt. Die Benutzer können in der Simulation den Globus erkunden und manipulieren und damit einen Eindruck der Kosmologie des 16. Jahrhunderts erhalten. So lässt sich zum Beispiel die scheinbare Umlaufbahn der Sonne um die Erde beobachten. Dabei erfährt der Benutzer, wie man im 16. Jahrhundert die Jahreszeiten erklärt hat. In der Simulation des Globus begegnen die Benutzer aber auch Seeungeheuern, exotischen Tieren sowie Kannibalen und können unbekannte, vergessene oder imaginierte Länder, die es nie gab, erkunden. Die Online-Version soll weiter ausgebaut werden. So ist geplant, die Globalisierungsgeschichte der letzten 500 Jahre zu visualisieren.